# Callopistria dimorpha
Callopistria dimorpha là một loài bướm đêm trong họ Noctuidae.